# Testa di Santo Stefano
La Testa di Santo Stefano è un dipinto a olio su tavola (32,4x27,6 cm) di Cima da Conegliano conservato nel Philadelphia Museum of Art.